# Тадија Костић
Тадија Костић (Трнава, Ужице,10. април 1863 — Манастир Савина код Херцег Новог, 2. април 1927) био је српски свештеник, вероучитељ, новинар и писац.

## Биографија
Рођен је 10. априла 1863. у селу Трнави, у ужичком округу. Као свештенички син, школован у богословији, учитељ у Ивањици и Карану, рукоположен је у свештенички чин 1887. године у Чачку. Две године био парох Беле цркве Каранске, затим парох при храму цркве Свете Тројице у Горњем Милановцу.

### Живот у Горњем Милановцу
За деценију и по, колико је провео у Горњем Милановцу (од 1889.), оставио је дубок траг као свештеник, вероучитељ, писац и уредник новина. Од почетка излажења локалног листа Таково (1890), Тадија у њему објављује своје приче, а једно време ради и као уредник. Оновремена књижевна критика о њему похвално пише као о: „писцу и попу из Горњег Милановца“.

### Прелазак у Ниш
Почетком 1904. године сели се у Ниш. Као ваљана свештеника и честитог човека епископ Никанор га предлаже за судију Духовног суда у Нишу. Године Првог светског рата проводи у избеглиштву, а по повратку 1919. године прелази у Београд где постаје парох при храму Светог Саве. Одлази у пензију, почиње да посустаје и побољева. Уз новчану помоћ Српске Краљевске академије и ПЕН-клуба одлази у манастир Савину крај Херцег Новог. Умире 2. априла 1927. године у манастиру. Сахрањен је на гробљу крај Каранске цркве.

## Признања
- Орден Светог Саве, указом Његовог Величанства краља Александра Обреновића, 25. новембра 1900. године.

## Дела
- Приповетке, Стари људи, Зао глас, Штампарија Светозара Николића, Београд, 1893.
- У беди, приповетка, Штампарија Светозара Николића, Београд, 1894.
- Господа сељаци, приповетка, Штампарија Петра К. Танасковића, 1896.
- Чикино дете, приповетка, Штампарија Мате Јовановића, Београд, 1901.
- Прво весеље, приповетка, издање Српске манастирске штампарије, Сремски Карловци, 1903.
- Попине приче, приповетке, Штампарија Аце М. Станојевића, Београд, 1904.
- Копун, приповетка, Књижара и штампарија Ђорђа Мунца, Ниш, 1907.
- Кићине приче, Издање редакције Киће, Електрична штампарија и књижара Ђ. Мунца и Б. Валожића, Ниш, 1910.
- Кићине доколице, Издање редакције Киће, Прва Нишка електрична штампарија Ђ. Мунца и М. Карића, Ниш, 1912.Насловна страна приповетке Прво весеље (1903)
- Јесење лишће, приповетке, Штампарија Симеон Мироточиви, Београд, 1913.
- Мали неимари, приповетке, Штампарија Симеон Мироточиви, Београд, 1920.
- Паланачке новине, приповетка, Издавачка књижарница Рајковића и Ђуковића, 1921.
- Кићине приче I-IV, Издање Уредништва Киће, Штампарија Типографија, Београд, 1923.
- Кићине песме , Издање Уредништва Киће, Штампарија Јадран, Београд, 1924.
- На туђем послу, роман, издање Геце Кона, Београд.
- Кићине доколице, Приче и пошалице, I-III, Издање Уредништва Киће, Штампарија Јадран, Београд, 1925.
- Кићине песме , Издање Уредништва Киће, Штампарија Родољуб, Београд, 1926.

Сарађивао са ужичким листом Златибор, покренуо новине „Таково“, лист за народне потребе, објављивао књижевне прилоге у листовима и часописима „Мале новине“, Градина, Коло, Бранково коло, Дело и Босанска вила.
Започео је роман „У будном сну“. У његовој заоставштини остао између осталог и драмски текст, позоришна игра у четири чина „Припуз“.